# Kolej linowa

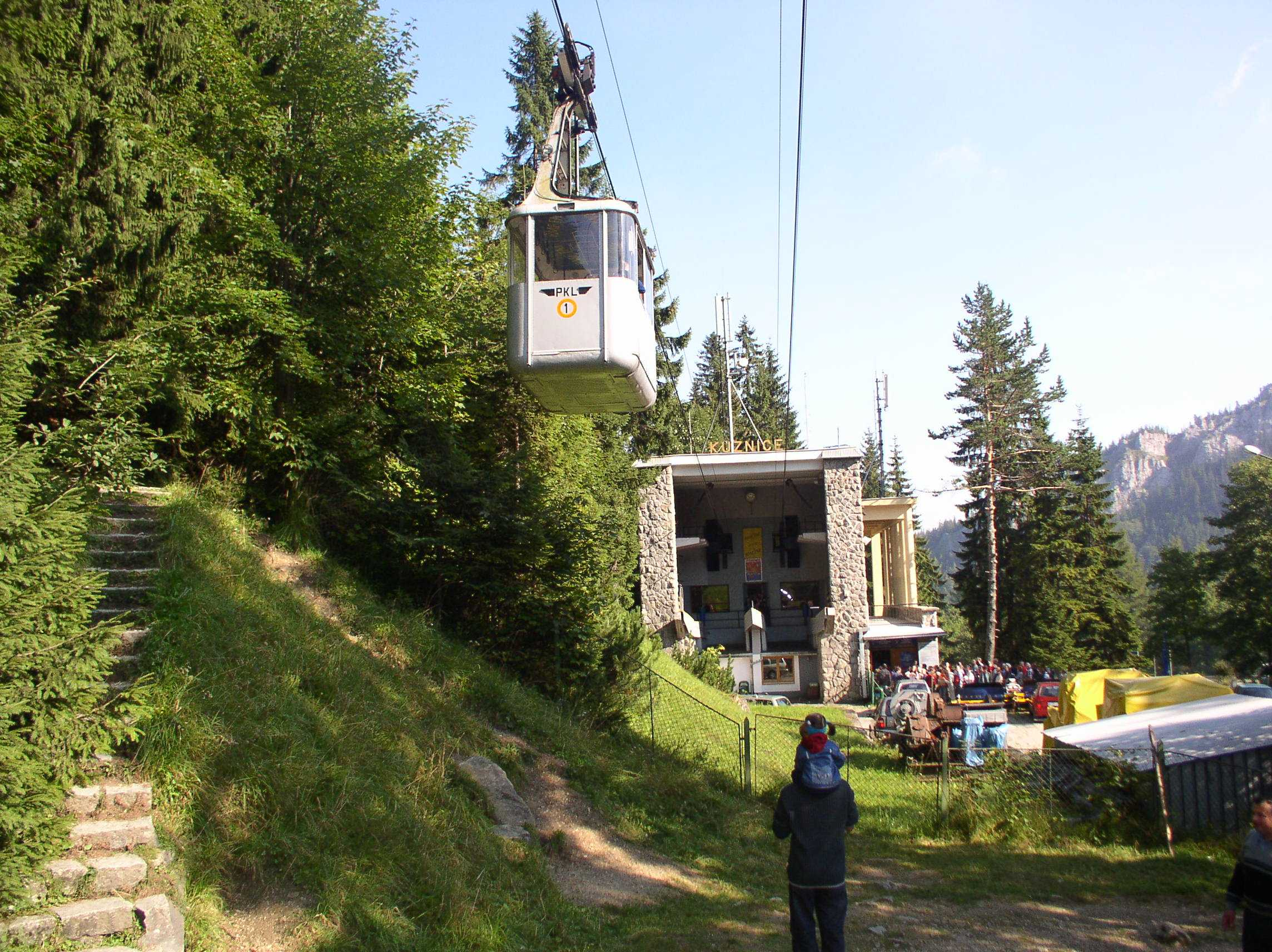
Kolej linowa na Kasprowy Wierch

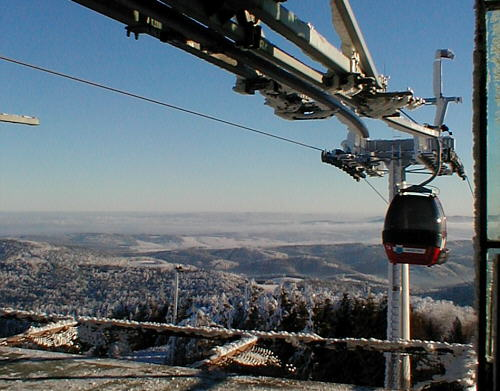
Kolej gondolowa „Jaworzyna Krynicka”

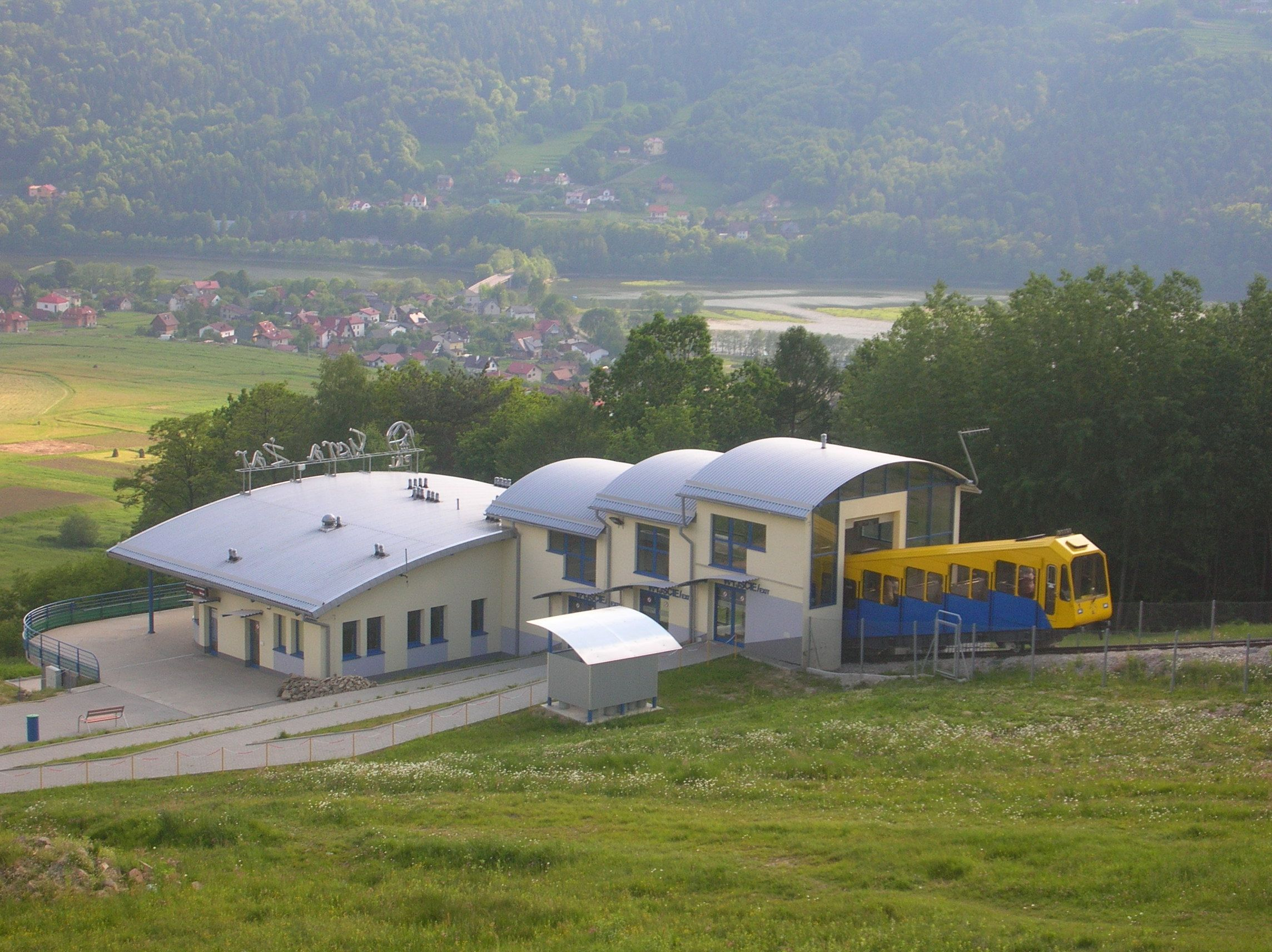
Wagon wjeżdżający do budynku dolnej stacji kolei linowo-terenowej „Żar”

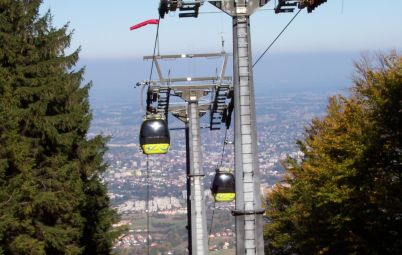
Kolej gondolowa „Szyndzielnia”

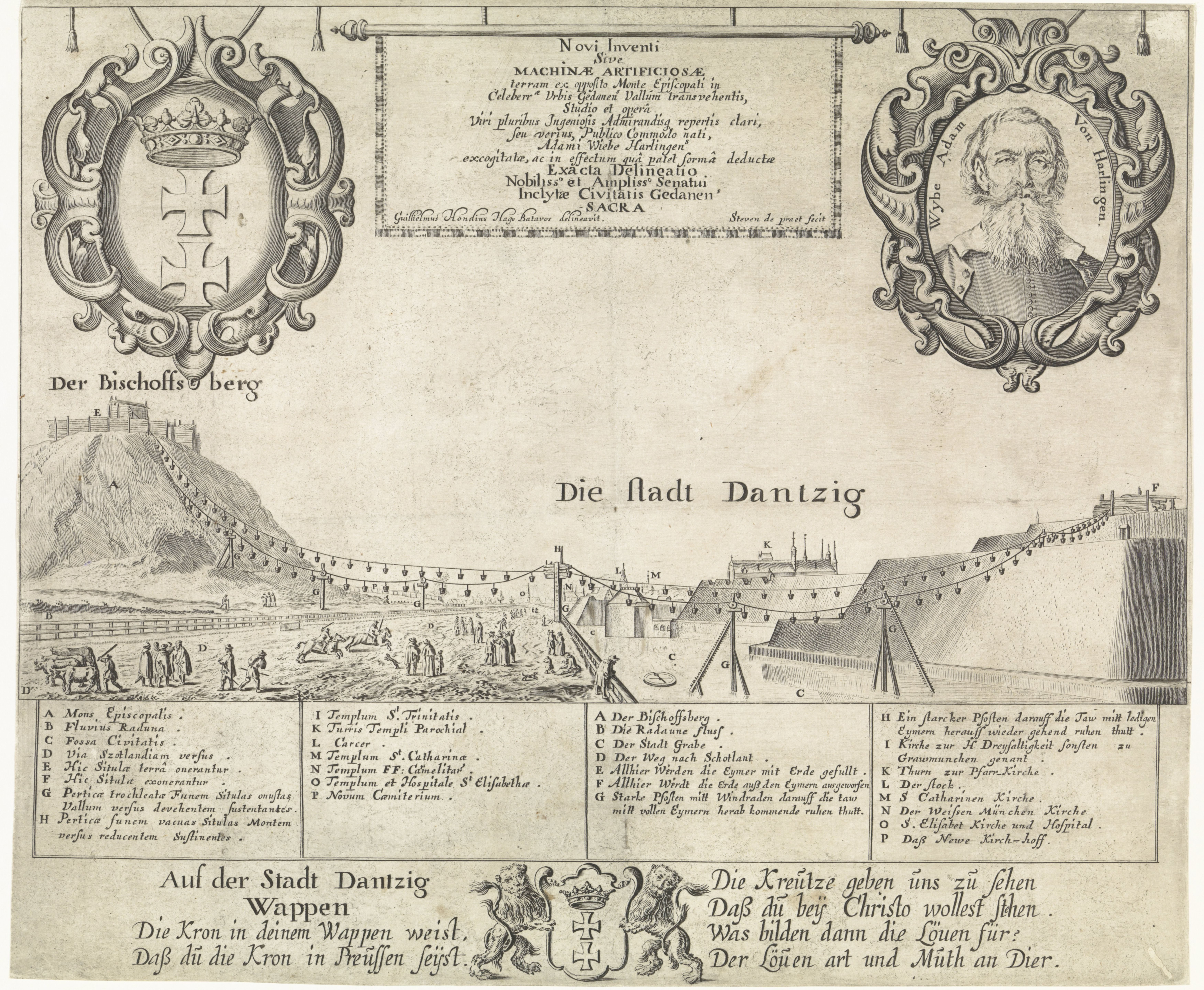
Pierwsza na świecie kolej linowa w Gdańsku (rys. Wilhelm Hondius)

Kolej linowa – zespół powiązanych technicznie i technologicznie obiektów budowlanych i urządzeń służących do przewozu osób w pojazdach przemieszczających się po torze linowym przebiegającym ponad terenem.

## Urzędowy podział kolei linowych
Koleje linowe dzielą się na:
- wahadłowe i okrężne:
  - koleje gondolowe (kabinowe),
  - koleje krzesełkowe,
- koleje linowo-terenowe.

## Inne podziały kolei linowych
1. Podział ogólny
  - kolej linowa napowietrzna
  - kolej linowa naziemna (kolej linowo-terenowa), inaczej funikular
2. Podział ze względu na olinowanie
  - kolej z liną nośną i liną napędową (kolej linowa na Kasprowy Wierch przed modernizacją w 2007)
  - kolej z liną nośno-napędową z wyczepianymi wagonikami/krzesełkami (np. kolej gondolowa „Szyndzielnia”, kolej gondolowa „Jaworzyna Krynicka”)
  - kolej z liną nośno-napędową (np. kolej krzesełkowa „Kopa”, kolej krzesełkowa „Szrenica”, kolej krzesełkowa „Skrzyczne”)
  - kolej z liną napędową i torem szynowym (np. kolej linowo-terenowa „Góra Parkowa”, kolej linowo-terenowa „Gubałówka”)
  - kolej z liną podwójną nośną lub podwójną napędową (kolej linowa na Kasprowy Wierch po modernizacji w 2007)
3. Podział ze względu na środek transportu
  - kolej kabinowa (kolej linowa na Kasprowy Wierch)
  - kolej wagonikowa (np. kolej linowo-terenowa „Góra Parkowa”, kolej linowo-terenowa „Gubałówka”)
  - kolej gondolowa (np. kolej gondolowa „Szyndzielnia”, kolej gondolowa „Jaworzyna Krynicka”)
  - kolej krzesełkowa (np. kolej krzesełkowa „Kopa”, kolej krzesełkowa „Szrenica”, kolej krzesełkowa „Skrzyczne”)
4. Podział ze względu na ruch
  - ruch ciągły (koleje krzesełkowe, gondolowe)
  - ruch wahadłowy (kolej linowa na Kasprowy Wierch)
5. Podział ze względu na przeznaczenie
  - kolej pasażerska
  - kolej towarowa

## Obiekty budowlane kolei linowych
Zgodnie z obowiązującym rozporządzeniem obiekty budowlane kolei linowych stanowią:
- budynki stacji,
- podpory trasowe,
- fundamenty:
  - układów napędowych, przewojowych i napinających,
  - podpór trasowych.

## Najstarsze koleje linowe
Pierwsze znane rysunki przedstawiające transport linowy pochodzą z Europy oraz Chin i są datowane na XV wiek.
W 1644 w Gdańsku użyto po raz pierwszy kolei linowej o wielu podporach. Był to linowy przenośnik kubełkowy konstrukcji Adama Wijbego, użyty przy budowie Bastionu Wiebego.
Początkowo stosowano liny wykonane z włókien roślinnych. Były to konopie i sizal, czasami również liany. Przełomem było wynalezienie w 1834 lin splatanych z drutów stalowych.

## Koleje linowe na świecie
Pierwsza nowożytna kolej linowa do przewozu ludzi powstała w 1866 w Szafuzie w Szwajcarii. Służyła ona do kontroli urządzeń zapory na Renie. Pierwsza kolej linowo-terenowa została uruchomiona w 1867 w Lyonie we Francji i była napędzana silnikiem parowym.
Ważnym wydarzeniem było również skonstruowanie w 1872 przez inż. Adolfa Bleicherta wspólnie z inż. Theodorem Otto w Saksonii kolei linowej przeznaczonej dla fabryki parafiny.
Pierwszą górską osobową kolej linową oddano do użytku w 1908. Była to kolej na Wetterhorn w Szwajcarii. W tym samym roku, w uzdrowisku Schollach w Niemczech, uruchomiono pierwszy wyciąg narciarski, zbliżony do późniejszych wyciągów talerzykowych. Pierwszy wyciąg saniowy powstał w 1924, w Szwajcarii, w Crans-Montana.
Kolejne rodzaje kolei i wyciągów pojawiły się w latach 30. XX wieku. Wyciąg orczykowy był patentem szwajcarsko-niemieckim z 1934 autorstwa inż. Constama i firmy Bleichert z Lipska. Pierwszy tego rodzaju wyciąg został uruchomiony 24 listopada 1934 w Davos w Szwajcarii. Wyciąg talerzykowy wynalazł w 1935 Jean Pomagalski – francuski inżynier i mechanik polskiego pochodzenia. Prototyp został zastosowany na stoku l'Eclose w ośrodku narciarskim L’Alpe d’Huez we Francji.
Pierwsza na świecie kolej krzesełkowa powstała w 1936 w Sun Valley w stanie Idaho, w Stanach Zjednoczonych. Pierwsze tego typu urządzenie w Europie zbudowano w 1939 w Czechosłowacji – kolej prowadziła z okolic hotelu Ráztoka w Trojanovicach na Pustevny, w Beskidzie Morawsko-Śląskim.

## Koleje linowe w Polsce
Pierwsza osobowa kolej linowa na ziemiach polskich (wówczas pod zaborami) powstała we Lwowie i funkcjonowała od 2 lipca do 15 października 1894 na terenie  Wystawy Krajowej, w trakcie której prezentowano osiągnięcia gospodarcze i kulturalne Galicji oraz dzieła sztuki i kultury narodu polskiego.
W latach II Rzeczypospolitej rozwój kolei linowych nastąpił dopiero w połowie lat 30. Powstały wtedy: kolej linowa na Kasprowy Wierch (1936), kolej linowo-terenowa na Górę Parkową w Krynicy (1937), kolej linowo-terenowa na Gubałówkę (1938) oraz dwa wyciągi saniowe: w Kotle Gąsienicowym oraz w Sławsku – w województwie stanisławowskim, powiecie stryjskim. Niezrealizowane pozostały projekty kolei linowej z Zakopanego na Przełęcz Wrótka nad Kalatówkami oraz dwóch kolei linowo-terenowych: w Poroninie oraz w Żegiestowie. W trakcie II wojny światowej koleje linowe nie zostały zniszczone przez Niemców.
W okresie Polskiej Rzeczypospolitej Ludowej nastąpił dalszy rozwój kolei linowych. Już w latach 50. oddano do użytku pierwszą w Polsce kolej gondolową – na Szyndzielnię (1953) oraz pierwszą kolej krzesełkową – na Skrzyczne (1958).
Po 1989 nastąpił intensywny rozwój ośrodków narciarskich, w ramach których budowano liczne koleje linowe. W 2010 funkcjonowały w Polsce:
- 1 kolej kabinowa,
- 3 koleje gondolowe,
- 3 koleje linowo-terenowe,
- 66 kolei krzesełkowych,
- ok. 420 wyciągów narciarskich.

W górach funkcjonują m.in. następujące koleje (w przypadku kolei krzesełkowych podano najstarsze, powstałe przed 1992):
- Góry Izerskie: kolej gondolowa na Stóg Izerski,
- Karkonosze: kolej krzesełkowa na Szrenicę, kolej krzesełkowa na Kopę,
- Beskid Śląski: kolej gondolowa na Szyndzielnię, kolej gondolowa na Halę Skrzyczeńską, kolej krzesełkowa na Czantorię, kolej krzesełkowa na Skrzyczne,
- Beskid Mały: kolej linowo-terenowa na Żar,
- Beskid Wyspowy: kolej krzesełkowa na Chełm,
- Tatry: kolej linowa na Kasprowy Wierch, kolej krzesełkowa na Hali Gąsienicowej, kolej krzesełkowa na Hali Goryczkowej, kolej krzesełkowa na Nosal, kolej krzesełkowa „Wielka Krokiew”, kolej krzesełkowa „Średnia Krokiew”,
- Pogórze Spisko-Gubałowskie: kolej linowo-terenowa na Gubałówkę, kolej krzesełkowa na Butorowy Wierch,
- Gorce: kolej krzesełkowa na Tobołów,
- Pieniny: kolej krzesełkowa na Palenicę,
- Beskid Sądecki: kolej linowo-terenowa na Górę Parkową, kolej gondolowa na Jaworzynę Krynicką.

Najstarszą koleją linową w Polsce poza obszarami górskimi była kolej linowa „Elka”, działająca od 1967 r. w Parku Śląskim w Chorzowie (po przerwie w latach 2007–2013 została wybudowana od nowa). Poza obszarami górskimi funkcjonują również jedna kolej gondolowa - „Polinka” we Wrocławiu oraz jedna kolej linowo-terenowa - „Kamienna Góra” w Gdyni.
O ile liczba kolei osobowych w Polsce systematycznie wzrasta, o tyle koleje towarowe zanikają, wypierane przez inne formy transportu.
Kilkukilometrowej długości kolej towarowa, zbudowana w czasie II wojny światowej na Pogórzu Śląskim, służyła do transportu wagonikami materiału z kamieniołomu na zboczach Tułu do cementowni w Goleszowie. Funkcjonowała ona do lat 70. XX w.
W 2018 roku w Polsce funkcjonowała tylko jedna (ostatnia) towarowa kolej linowa Janikowo – Piechcin w Janikowskich Zakładach Sodowych.